# Rooneyia
Rooneyia es un género extinto de primate, que incluye solo a la especie, Rooneyia viejaensis. Vivió hace aproximadamente 37 millones de años durante el Eoceno. Tim Ryan, de la Universidad Estatal de Pensilvania, ha llevado a cabo un escaneo del único espécimen conocido.
Rooneyia era un omómido, un tipo de primates primitivos (prosimios). Siendo miembro del suborden Haplorrhini, está con los actuales tarseros, monos, simios y humanos. John A. Wilson, del Centro de Ciencias Naturales de Texas, descubrió el espécimen tipo en 1964.